# Championnats d'Afrique de tir 2015
 (octobre 2023).
La mise en forme du texte ne suit pas les recommandations de Wikipédia : il faut le « wikifier ».
Les points d'amélioration suivants sont les cas les plus fréquents :
- Les titres sont pré-formatés par le logiciel. Ils ne sont ni en capitales, ni en gras.
- Le texte ne doit pas être écrit en capitales (les noms de famille non plus), ni en gras, ni en italique, ni en « petit »…
- Le gras n'est utilisé que pour surligner le titre de l'article dans l'introduction, une seule fois.
- L'italique est rarement utilisé : mots en langue étrangère, titres d'œuvres, noms de bateaux, etc.
- Les citations ne sont pas en italique mais en corps de texte normal. Elles sont entourées par des guillemets français : « et ».
- Les listes à puces sont à éviter, des paragraphes rédigés étant largement préférés. Les tableaux sont à réserver à la présentation de données structurées (résultats, etc.).
- Les appels de note de bas de page (petits chiffres en exposant, introduits par l'outil «  Source ») sont à placer entre la fin de phrase et le point final[comme ça].
- Les liens internes (vers d'autres articles de Wikipédia) sont à choisir avec parcimonie. Créez des liens vers des articles approfondissant le sujet. Les termes génériques sans rapport avec le sujet sont à éviter, ainsi que les répétitions de liens vers un même terme.
- Les liens externes sont à placer uniquement dans une section « Liens externes », à la fin de l'article. Ces liens sont à choisir avec parcimonie suivant les règles définies. Si un lien sert de source à l'article, son insertion dans le texte est à faire par les notes de bas de page.
- La présentation des références doit suivre les conventions bibliographiques. Il est recommandé d'utiliser les modèles {{Ouvrage}}, {{Chapitre}}, {{Article}}, {{Lien web}} et/ou {{Bibliographie}}. Le mode d'édition visuel peut mettre en forme automatiquement les références.
- Insérer une infobox (cadre d'informations à droite) n'est pas obligatoire pour parachever la mise en page.

Pour une aide détaillée, merci de consulter Aide:Wikification.
Si vous pensez que ces points ont été résolus, vous pouvez retirer ce bandeau et améliorer la mise en forme d'un autre article.
Navigation
Le Caire 201' Le Caire 201è
Les championnats d'Afrique de tir 2015 sont la 12e édition des championnats d'Afrique de tir. Ils ont lieu du 28 novembre au 7 décembre 2015 au Caire, en Égypte,,.

## Hommes
Les médaillés sont les sportifs suivants :
| Épreuves                                 | Or                                                          | Argent                                                | Bronze                                                     |
| ---------------------------------------- | ----------------------------------------------------------- | ----------------------------------------------------- | ---------------------------------------------------------- |
| Carabine à 10 m air comprimé             | Chafik Bouaoud (ALG)                                        | KHEMIRI Seifeddine (TUN)                              | JBALI Anis (TUN)                                           |
| Carabine à 10 m air comprimé par équipes | Égypte Osama El-saeid Mohamed Hamdy Abdelkader Hamada Talat | Tunisie Fathi Arfawi Anis Jbali Seifeddine Khemiri    | Algérie Redha Benziden Chafik Bouaoud Mohamed Zakaria Memi |
| Carabine à 50 m 3 positions              | TALAT Hamada (EGY)                                          | MOHAMED Islam (EGY)                                   | HOSEN Amgad (EGY)                                          |
| Carabine à 50 m couché                   | SEHMI Gulraaj (KEN)                                         | DARWISH Ahmed (EGY)                                   | TALAT Hamada (EGY)                                         |
| Carabine à 50 m couché par équipes       | Égypte                                                      | Kenya                                                 | Soudan                                                     |
| Pistolet à 10 m air comprimé             | MOHAMED Ahmed (EGY)                                         | CHIHAWI Faycel (TUN)                                  | NASR Mohamed (EGY)                                         |
| Pistolet à 10 m air comprimé par équipes | Égypte                                                      | Tunisie                                               | Sénégal                                                    |
| Pistolet à feu rapide 25 m               | SHABAN Ahmed (EGY)                                          | TAHA Mahmoud (EGY)                                    | RASHAD Hesham (EGY)                                        |
| Pistolet à feu rapide 25 m par équipes   | Égypte                                                      | Sénégal                                               | Kenya                                                      |
| Pistolet à 50 m                          | ABDEL RAZEK Samy (EGY)                                      | EL DAHAN Mohamed Aly (EGY)                            | NASR Mohamed (EGY)                                         |
| Pistolet à 50 m par équipes              | Égypte                                                      | Sénégal                                               | Kenya                                                      |
| Trap                                     | Fouad Abid (ALG)                                            | KAMAR Ahmed (EGY)                                     | MEHELBA Abdel Aziz (EGY)                                   |
| Trap par équipes                         | Égypte Abdel-Aziz Mehelba Ahmed Kamar Ahmed Zaher           | Algérie Fowad Abid Mokhtar Ali Benali Billel Chaabane | Maroc Toufik El Hamri Rachid Bellout Mohamed Ramah         |
| Double trap                              | NICHOLSON Michael Sean James (ZIM)                          | RAMAH Mohamed (MAR)                                   | BENSALEH Mohamed (MAR)                                     |
| Double trap par équipes                  | Maroc                                                       | Égypte                                                | Sénégal                                                    |
| Skeet                                    | DONATO Franco (EGY)                                         | CHERRY Kristian Daniel (RSA)                          | HAMDY Mostafa (EGY)                                        |
| Skeet par équipes                        | Égypte                                                      | Sénégal                                               | Maroc                                                      |

## Femmes
| Épreuves                                 | Or                                             | Argent                                                  | Bronze                                                 |
| ---------------------------------------- | ---------------------------------------------- | ------------------------------------------------------- | ------------------------------------------------------ |
| Carabine à 10 m air comprimé             | Hadir Mekhimar (EGY)                           | Nourhan Amer (EGY)                                      | Houda Chaabi (ALG)                                     |
| Carabine à 10 m air comprimé par équipes | Égypte Nourhan Amer Hadir Mekhimar Merna Tayee | Algérie Houda Chaabi Rania Tikarrouchine Souad Yahiaoui | Tunisie Nadia Jouini Meriam Riahi Manel Zitouni        |
| Carabine à 50 m 3 positions              | AMER Nourhan (EGY)                             | TAYEE Merna (EGY)                                       | AHMED Reham (EGY)                                      |
| Pistolet à 10 m air comprimé             | Afaf Elhodhod (EGY)                            | Noura Nasri (TUN)                                       | ESMAT Dina (EGY)                                       |
| Pistolet à 10 m air comprimé par équipes | Égypte Hala Elgohari Afaf Elhodhod Dina Esmat  | Tunisie Olfa Charni Ines Kalai Noura Nasri              | Algérie Rachida Benfalami Yamina Lalouet Halla Medjiah |
| Pistolet à 25 m                          | Olfa Charni (TUN)                              | Afaf Elhodhod (EGY)                                     | Lamya Elhodhod (EGY)                                   |
| Pistolet à 25 m par équipes              | Tunisie Olfa Charni Ines Kalai Noura Nasri     | Égypte Afaf Elhodhod Lamya Elhodhod Nada Elhodhod       | Sénégal Mame Mareme Fall Sinna Niang Fatou Seck        |
| Trap                                     | AHRENS Gaby Diana (NAM)                        | RAMMAH Mariem (MAR)                                     | GABER Suzan (EGY)                                      |
| Skeet                                    | MARIRHI Ibtissam (MAR)                         | ABOUSHOKKA Amira (EGY)                                  | ATTIA Zeinab (EGY)                                     |